# Alice Caymmi (álbum)
Alice Caymmi é o álbum de estreia da cantora brasileira de mesmo nome, lançado em 2012, produzido por Flávio Mendes, com direção artística da própria Alice.
Alice descreveu o álbum da seguinte forma: "O disco tem um ambiente aquático, uma referência ao meu avô, ao mar mítico que ele criou. Mas gosto das coisas mais obscuras. Trouxe o lado mais trágico das canções dele, o mar à noite, mais dark. [...] Não que me sinta a vanguardista, mas quero sair da área de conforto. Podia ter feito o disco que se esperaria da jovem neta de Caymmi. Mas não teria risco, não seria tão emocionante. Para este disco, eu queria o ruído, a linguagem noise. Não acho que cheguei lá, porque as músicas não tinham essa cabeça. Mas tentei trazê-las para esse ambiente trágico, ruidoso, de mar, de noite."
Originalmente, o álbum seria feito apenas por Alice, e com sete faixas. O produtor Flávio Mendes a convenceu a aumentar o repertório e trazer mais músicos.
Algumas das letras foram compostas na adolescência de Alice. Há dois covers no álbum, "Sargaço Mar" e "Unravel". O primeiro foi composto por seu avô, Dorival Caymmi. Alice a descreve como "uma canção que independe de harmonia, só a melodia dela já mostra o que ela é. Tentei então ambientá-la de forma cênica. [...] Por mim, abria o disco, minha carreira, tudo." Já "Unravel" é da cantora islandesa Björk - sobre essa versão, ela teria dito em seu site que "não dá para fazer melhor do que isso", levando Alice às lágrimas pelo reconhecimento.

## Faixas
Todas as faixas escritas e compostas por Alice Caymmi, exceto onde especificado. 
| Faixas de Alice Caymmi |                                                     |         |  |
| N.º                    | Título                                              | Duração |  |
| 1.                     | "Água Marinha" (coescrita por Paulo César Pinheiro) | 2:31    |  |
| 2.                     | "Arco da Aliança"                                   | 3:21    |  |
| 3.                     | "Mater Contínua"                                    | 3:21    |  |
| 4.                     | "Revés"                                             | 3:06    |  |
| 5.                     | "Sangue, Água e Sal" (coescrita por Paulo)          | 3:12    |  |
| 6.                     | "Rompante"                                          | 2:40    |  |
| 7.                     | "Vento Forte"                                       | 3:17    |  |
| 8.                     | "Sargaço Mar" (Dorival Caymmi)                      | 2:04    |  |
| 9.                     | "Tudo Que For Leve"                                 | 3:11    |  |
| 10.                    | "Unravel" (Björk/Guy Sigsworth)                     | 2:30    |  |
| Duração total:         | Duração total:                                      | 28:03   |  |

## Recepção da crítica
| Críticas profissionais | Críticas profissionais |
| Avaliações da crítica  | Avaliações da crítica  |
| Fonte                  | Avaliação              |
| ---------------------- | ---------------------- |
| Miojo Indie            | 8.4/10                 |
| Blog Notas Musicais    | [ 1 ]                  |

Escrevendo em seu Blog Notas Musicais, o crítico Mauro Ferreira elogiou o disco e disse que Alice "se revela artista dona de identidade própria" apesar dos covers e do sobrenome. Cleber Facchi, do Miojo Indie, viu semelhanças na maneira como Alice e seu avô tiram inspiração do mar para compor, mas também identificou brilho próprio na cantora, concluindo que, "mesmo sem saber do futuro, Caymmi navega segura, sem medo do que deve encontrar pela frente."

## Créditos
Créditos dados pelo site Discos do Brasil.
- Alice Caymmi — vocais em todas as faixas; violão em "Revés"
- Alexandre Moreira — vocais de apoio e moogerfooger em "Tudo Que For Leve"
- Bela Meirelles — declamação em "Revés"
- Rafael Rocha — guitarra, violão, violão de aço em "Água Marinha"; bateria em "Arco da Aliança", "Rompante" e "Vento Forte"; percussão em "Arco da Aliança", "Revés", "Rompante" e "Vento Forte"; efeitos eletrônicos em "Arco da Aliança", "Revés", "Rompante" e "Sargaço Mar"; atabaques em "Sangue, Água e Sal"
- Flávio Mendes — vocal de apoio em "Tudo Que For Leve"; violão em "Sangue, Água e Sal", "Vento Forte" e "Tudo Que For Leve"; arpeggiator em "Água Marinha"; violão de aço em "Arco da Aliança", "Mater Continua", "Rompante", "Sangue, Água e Sal" e "Vento Forte"; piano em "Unravel"; regência em "Mater Continua" e "Sangue, Água e Sal"; animoog em "Vento Forte", "Tudo Que For Leve" e "Unravel"
- Alberto Continentino — baixo em "Arco da Aliança", "Rompante" e "Vento Forte"
- Murilo O'Reilly — percussão em "Água Marinha", efeitos eletrônicos em "Sargaço Mar"
- Fabiano Salek — percussão em "Tudo Que For Leve"
- Itamar Assiere — acordeon em "Arco da Aliança" e "Rompante", piano Fender Rhodes em "Arco da Aliança", "Rompante" e "Vento Forte"
- Gretel Paganini — violoncelos em "Mater Continua", "Rompante" e "Sangue, Água e Sal"
- Tina Werneck — violas de arco em "Mater Continua" e "Sangue, Água e Sal"